# Юнг, Фрида
Фрида Юнг (нем. Frieda Jung) — поэтесса и писательница из Восточной Пруссии.

## Биография
Фрида Юнг родилась 4 июня 1865 года в Киаулкемене (Jungort, деревня Дунаевка, ныне не существует, находилась в окрестностях современного посёлка Маяковское Гусевского район Калининградской области). Рядом с посёлком сейчас располагается озеро, которое называется в честь немецкой поэтессы. Отец Фриды, Август Юнг (нем. August Jung), учитель родом из Инстербурга (ныне Черняховск) был назначен работать в Киаулкемен, где женился на дочери своего предшественника, Вильгельмине (нем. Wilhelmine Vouillemege). Фрида стала пятым, и последним ребёнком в семье.
После перенесённого отцом кровоизлияния в мозг, 16-летняя Фрида какое-то время ведёт занятия для его учеников в школе. После смерти отца Фрида с матерью и сёстрами переезжает в Гумбиннен (ныне — Гусев). Вскоре после этого Фрида переезжает в Кёнигсберг (ныне — Калининград) к брату, который потерял супругу, остался с двумя детьми и нуждался в помощи по хозяйству.
В 1884 году брат вновь женится и 18-летняя Фрида возвращается в Гумбиннен, где вскоре выходит замуж за учителя. Брак длится всего полтора года, пара теряет новорожденного ребёнка. Фрида страдает от депрессии, в связи с этим её мать переселяется вместе с дочерьми Иоганной и Фридой в Буддерн, район Ангербург (ныне Польша), к старшей дочери Марте. Когда Иоганна неожиданно умирает, Фрида прерывает запланированное педагогическое образование. Ей также не удаётся устроиться в обитель сестёр милосердия. Фрида обучается на воспитательницу в Лике (ныне — Элк, Польша) и в последующие 12 лет работает по специальности. В 1896 году Фрида тяжело переносит смерть матери и прекращает воспитательскую деятельность. Фрида зарабатывает на жизнь, став компаньонкой пожилой дамы, которая становится для Фриды близким другом, что впоследствии находит отражение произведениях поэтессы. В 1900 году, после смерти работодательницы, Фрида становится свободной писательницей.
С 1902 году Фрида живёт в Буддерне, где сначала снимает жилье, а затем строит небольшой дом неподалеку от дома старшей сестры. В 1914 году Фрида бежит от войны в Оснабрюк (центральная Германия). Позже переезжает в Инстербург (ныне — Черняховск), родной город её отца. Свои впечатления от войны Фрида переносит в поэзию.
Фрида Юнг скончалась 14 декабря 1929 года, в 64 года, и была похоронена на центральной аллее Инстербургского кладбища.

## Произведения
Первая книга поэтессы, «Стихи», появилась в 1900 году. В 1906 году за ней последовал сборник «Майский дождь — Божья благодать». Следующим был том «Радость и печаль», в 1908 году — «Новые стихи». «Под утренним солнцем» — том воспоминаний Фриды Юнг о детстве, изданный в 1910 году. Последний сборник вышел за год до смерти поэтессы под названием «Вчера и сегодня».

## Память
Именем поэтессы в 1929 году была названа школа для девочек в Инстербурге 1872 года постройки (ныне — здание почты, улица Калинина д.5). 14 декабря 1930 года на могиле поэтессы было поставлено надгробие с её барельефом из бронзы работы скульптора Германа Брахерта. Могила и надгробие не сохранились.
В 1935 году родная деревня Фриды, Киаулкемен, была переименована в её честь (нем. Jungort). Название сохранилось до 1946 года.
В 2009 году в Черняховске установлена мемориальная доска Фриде Юнг на доме, в котором она проживала в 1916—1929 годах (улица Театральная д.11). На доске из красного гранита высечена надпись на русском и немецком: «В этом доме с 1916 по 1929 гг. проживала восточнопрусская поэтесса и почетная жительница Инстербурга Фрида Юнг».